# 음력 10월 8일
음력 10월 8일은 음력 10월의 8번째 날이다.

## 문화
- 1975년 - 동양방송 FM, FM대행진 첫방송.
- 2018년 - 대한민국에서 2019학년도 대학수학능력시험 시행.

## 탄생
- 1932년 - 대한민국의 승려 법정.
- 1960년 - 대한민국의 배우 강신일.
- 1969년 - 대한민국의 정치인 박홍근.
- 1979년 - 대한민국의 가수 신혜성 (신화).
- 1989년 - 대한민국의 희극 배우, 웹툰 작가 안가연.
- 1996년 - 대한민국의 피겨 스케이팅 선수 이동원.
- 2001년 - 중국의 가수 천러 (NCT).

## 같이 보기
- 음력 360일: 1월 2월 3월 4월 5월 6월 7월 8월 9월 10월 11월 12월
- 전날:10월 7일 다음날:10월 9일 - 전달:9월 8일 다음달:11월 8일
- 양력:10월 8일
- 음력, 윤달